# 雷涅尔·热苏斯·卡瓦略
雷涅尔·热苏斯·卡瓦略（葡萄牙語：Reinier Jesus Carvalho，2002年1月19日—），是一名巴西足球員，司職進攻中場。現効力巴甲球隊米內羅。

## 球會生涯
雷尼尔出生于巴西利亚，是前五人制足球运动员毛罗·布拉西利亚的儿子，2011年加入瓦斯科达伽马的青年学院。在加入弗拉门戈之前，他转到博塔弗戈和弗鲁米嫩塞学院。
2020年1月20日，皇家马德里宣布与弗拉门戈达成了雷涅爾的转会协议，他的合同於2026年6月結束。
2020年8月19日，皇家馬德里宣布將雷涅爾租借給多特蒙德，直至2022年6月30日。

2020年9月14日，雷涅尔在德國盃球隊對上杜伊斯堡的客場比賽中首次亮相。9月26日，雷涅尔在球隊對上奥格斯堡的客場比賽中於德甲首次亮相。

## 國家隊生涯
2018年3月7日，巴西U17教練保羅·維克多·戈麥斯召集雷涅爾參加法國的蒙塔古邀請賽。

2021年7月2日，雷涅爾入選巴西23歲以下國家足球隊大名單，參加2020年夏季奧林匹克運動會男子足球比賽。

## 個人生活
卡瓦略之所以被命名為雷涅爾（葡萄牙語：Reinier），是因為他的母親對王室有興趣，並以摩纳哥親王兰尼埃三世之名來取的。

## 榮譽

### 球會
佛朗明哥
- 巴西足球甲級聯賽冠軍：2019年
- 南美自由盃冠軍：2019年

 多特蒙德
- 德國盃冠軍：2021年[7]

### 國家隊
巴西U23
- 奧林匹克運動會足球比賽冠軍：2020年

## 外部連結
- Soccerway資料庫：雷涅尔·热苏斯·卡瓦略